# Brand:New
Brand:New è stato un programma televisivo italiano in onda dal 1999 al 2010 su MTV, dal lunedì al venerdì a mezzanotte e mezza. Nel primo anno di trasmissione, il programma conteneva una selezione non-stop di video alternativi senza presentatori. A partire dalla primavera del 2000, il programma venne presentato da Massimo Coppola, che offriva aneddoti musicali e culturali, oltre a interviste agli artisti i cui video venivano trasmessi all'interno del programma. Dal 2003 in poi si alternarono alla conduzione altri VJ, tra cui Enrico Silvestrin, Paola Maugeri e Alex Infascelli, nonché una serie di artisti affini alla linea musicale del programma (Verdena, Frankie Hi NRG MC).
Il programma dedicava un'ora a chi desiderava approfondire o scoprire le nuove tendenze musicali, navigando attraverso musica alternativa, rock, elettronica, drum and bass ed altre sonorità innovative ("brand new" significa appunto "nuovo di zecca").
Fino al 2001, Brand:New era visibile nella versione satellitare di MTV Italia anche la mattina dalle 09:00 alle 10:00 con una selezione non-stop di video alternativi.

## Artisti di Brand:New
Questi sono alcuni degli artisti protagonisti delle serate di Brand:New.
- Ben Harper
- Massive Attack
- The Streets
- Yeah Yeah Yeahs
- Vinylistic
- Numero 6
- Snow Patrol
- LFO (gruppo musicale)

## Programmi televisivi simili
Nel 2003, in seguito alla nascita di Sky Italia, MTV produce due canali che vengono distribuiti proprio attraverso questo pacchetto: MTV Hits e MTV Brand New.
Quest'ultimo nasce il giorno dell'MTV Day 2003, ovvero il 14 settembre 2003, e, dopo più di sette anni, cessa definitivamente le proprie trasmissioni il 10 gennaio 2011.